# Hotan (település)
Hotan a Hszincsiang (Xinjiang) déli részén elterülő Hotan tartomány székhelye. A Karakorum déli lábánál 1400 m magasan fekszik a Hotan folyó partján. Egykor a selyemút déli elágazásának  fontos állomása és  buddhista központ volt. Lakosainak száma 501 028 fő (2020).
A város a Tarim-medence egyik oázisa, kisebb mezőgazdasági központ, szinte kizárólag ujgurok lakják. A Takla-Makán sivatag délnyugati szélén két nagy folyó, a Karakas és a Jurungkas biztosították a túlélést Hotan lakói számára. A Jurungkas ma is ellátja a várost öntözővízzel.